# Kickboxer: Răzbunarea 2
Kickboxer: Răzbunarea (2) (titlu original: Kickboxer: Retaliation) este un film american din 2018 scris și regizat de Dimitri Logothetis. Rolurile principale au fost interpretate de actorii Alain Moussi, Jean-Claude Van Damme, Christopher Lambert, Ronaldinho, Mike Tyson și Hafþór Júlíus Björnsson. Este al șaptelea film din seria de filme Kickboxer și este o continuare directă a filmului din 2016 Kickboxer: Răzbunarea, scris, de asemenea, de Logothetis.

## Distribuție
- Alain Moussi - Kurt Sloane[3]
- Jean-Claude Van Damme - Master Durand
- Hafþór Júlíus Björnsson - Mongkut
- Mike Tyson - Briggs[2]
- Sara Malakul Lane - Liu Sloane
- Christopher Lambert - Thomas Moore
- Steven Swadling - Joseph King
- Sam Medina - Crawford
- Miles Strommen - Rupert
- Randy Charach - Drake
- James P. Bennett - Nunchaku Man
- Brian Shaw - Huge Convict
- Roy Nelson - "Big Country"
- Ronaldinho - Ronaldo
- Fabricio Werdum - Fabricio
- Jessica Jann - Gamon
- Maxime Savaria - Somsak
- Nicholas Van Varenberg - Travis
- Wanderlei Silva - Chud
- Rico Verhoeven - Moss
- Renato Sobral - Himself
- Renzo Gracie - Himself
- Frankie Edgar - Himself
- Maurício Rua - Himself
- Jazz Securo - Fight Announcer
- Kevin Lee - Stunt Double (Hafþór Júlíus Björnsson)